# Observatori d'Estrasburg

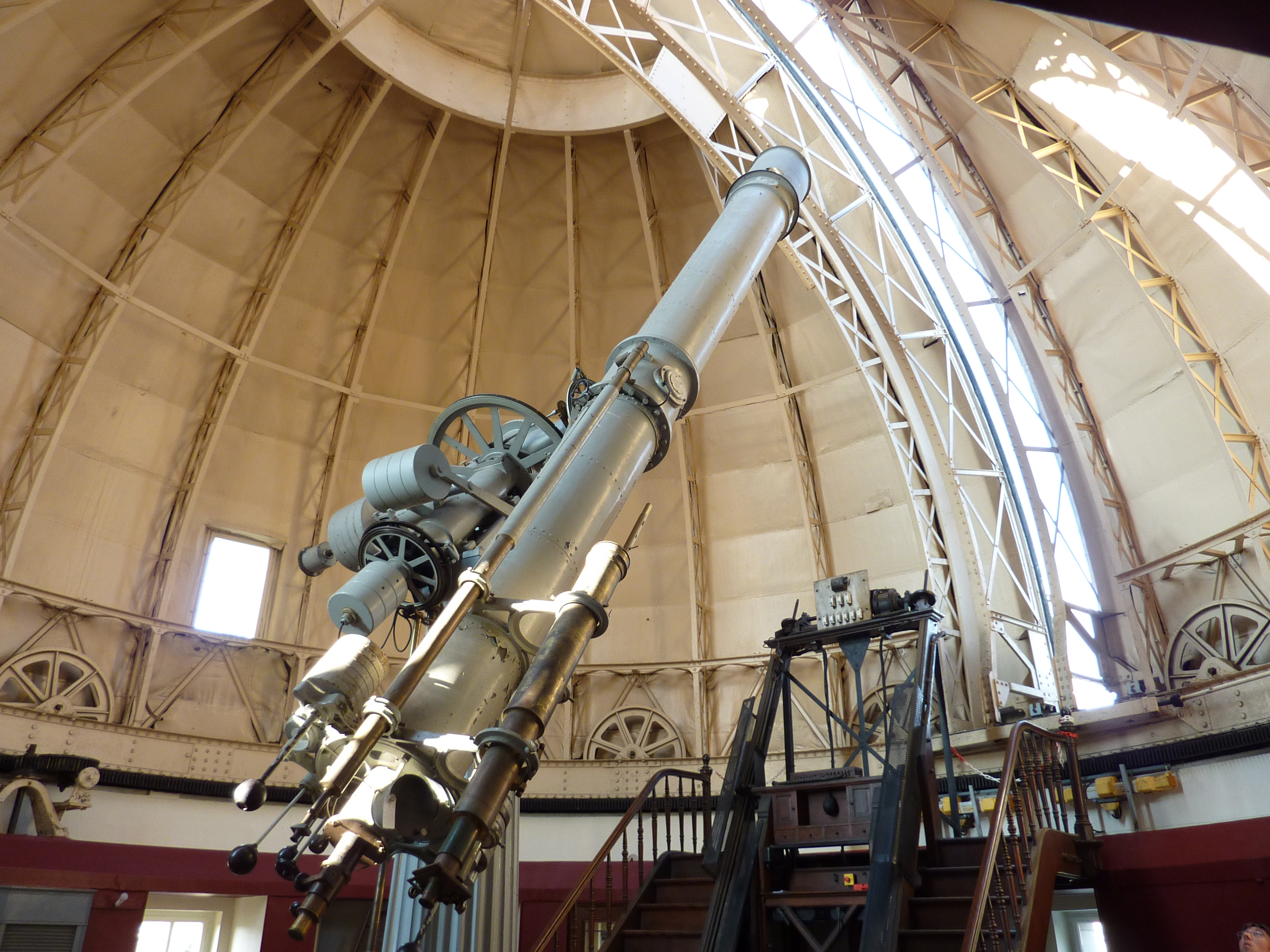
El telescopi refractor dins de la cúpula

L'Observatori d'Estrasburg (Observatoire astronomique de Strasbourg en francès) és un observatori astronòmic situat a Estrasburg, França. Té el codi 561 de la Unió Astronòmica Internacional.

## Història
Després de la Guerra Franco-Prussiana de 1870-71, la ciutat d'Estrasburg va passar a ser part de l'Imperi Alemany. La Universitat d'Estrasburg va ser refundada en 1872 i en 1875 es va començar la construcció d'un nou observatori en el districte de Neustadt. L'instrument principal era un telescopi refractor Repsold de 50 cm, posat en servei en 1880. En aquella època va ser el major telescopi en l'Imperi Alemany. En 1881, la novena Assemblea General del Astronomische Gesellschaft es va reunir a Estrasburg per celebrar la inauguració oficial.
L'emplaçament de l'observatori va ser seleccionat principalment per servir de centre d'instrucció i pel seu simbolisme polític, més que per la seva qualitat per a l'observació. Es tracta d'un lloc a baixa cota, sotmès a freqüents boirines. Durant el període anterior a 1914, el personal era massa reduït per treure'n profit dels instruments, amb un escàs volum de publicacions de recerca fins a l'inici de la Primera Guerra Mundial. Les observacions principals es van centrar en cometes i estels variables. Després de 1909, els instruments també van ser utilitzats per observar estels binaris i realitzar fotometria de nebuloses.
L'observatori és actualment la seu del Centre de données astronomiques de Strasbourg, una base de dades per a la compilació i distribució d'informació astronòmica. Aquest centre gestiona els programes SIMBAD (una base de dades de referència per a objectes astronòmics), VISIR (un servei de catàleg astronòmic) i Aladin Sky Atlas També allotja en la seva extensió moderna l'edifici del Planetarium d'Estrasburg. L'observatori està envoltat pel Jardí Botànic de la Universitat d'Estrasburg.
El soterrani abovedat situat sota l'observatori conté un museu administrat per la Universitat d'Estrasburg, denominat Cripta dels estels (en francès:Crypte aux étoiles), que mostra telescopis clàssics i altres dispositius astronòmics antics com a rellotges i teodolits.

## Astrònoms notables
- Julius Bauschinger
- André Danjon
- William Lewis Elkin
- Ernest Esclangon
- Ernst Hartwig
- Carlos Jaschek
- Pierre Lacroute
- Otto Tetens
- Carl Wilhelm Wirtz
- Walter Wislicenus